# Hardt (Westerwaldkreis)
Hardt é um município da Alemanha localizado no distrito de Westerwaldkreis, estado da Renânia-Palatinado.
Pertence ao Verbandsgemeinde de Bad Marienberg.